# Stratton Strawless
Stratton Strawless – wieś w Anglii, w hrabstwie Norfolk, w dystrykcie Broadland. Leży 13 km na północ od Norwich i 168 km na północny wschód od Londynu. W 2001 miejscowość liczyła 495 mieszkańców.